# Tournoi d'Écosse de rugby à sept
Le Tournoi d'Écosse de rugby à sept (Scotland rugby sevens appelé aussi Edinburgh Sevens ou Edinburgh 7s ou Glasgow sevens) est un tournoi de rugby à sept disputé en Écosse et comptant comme une étape de l'IRB Sevens World Series depuis la saison 2006-2007.

## Historique
La première édition du tournoi a lieu en juin 2007 dans le stade de Murrayfield à Édimbourg. Cette étape de l'IRB World Sevens vient en remplacement de l'étape française. Entre les saisons 2006-2007 et 2010-2011, le tournoi se déroule à Murrayfield. Depuis 2011-2012, l'édition se passe au Scotstoun Stadium à Glasgow. Le tournoi sera remplacé en 2015-16 par le France rugby sevens.

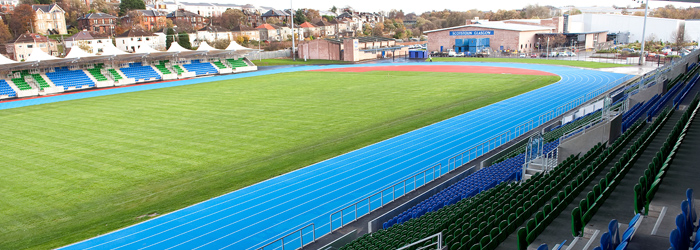
Scotstoun Stadium
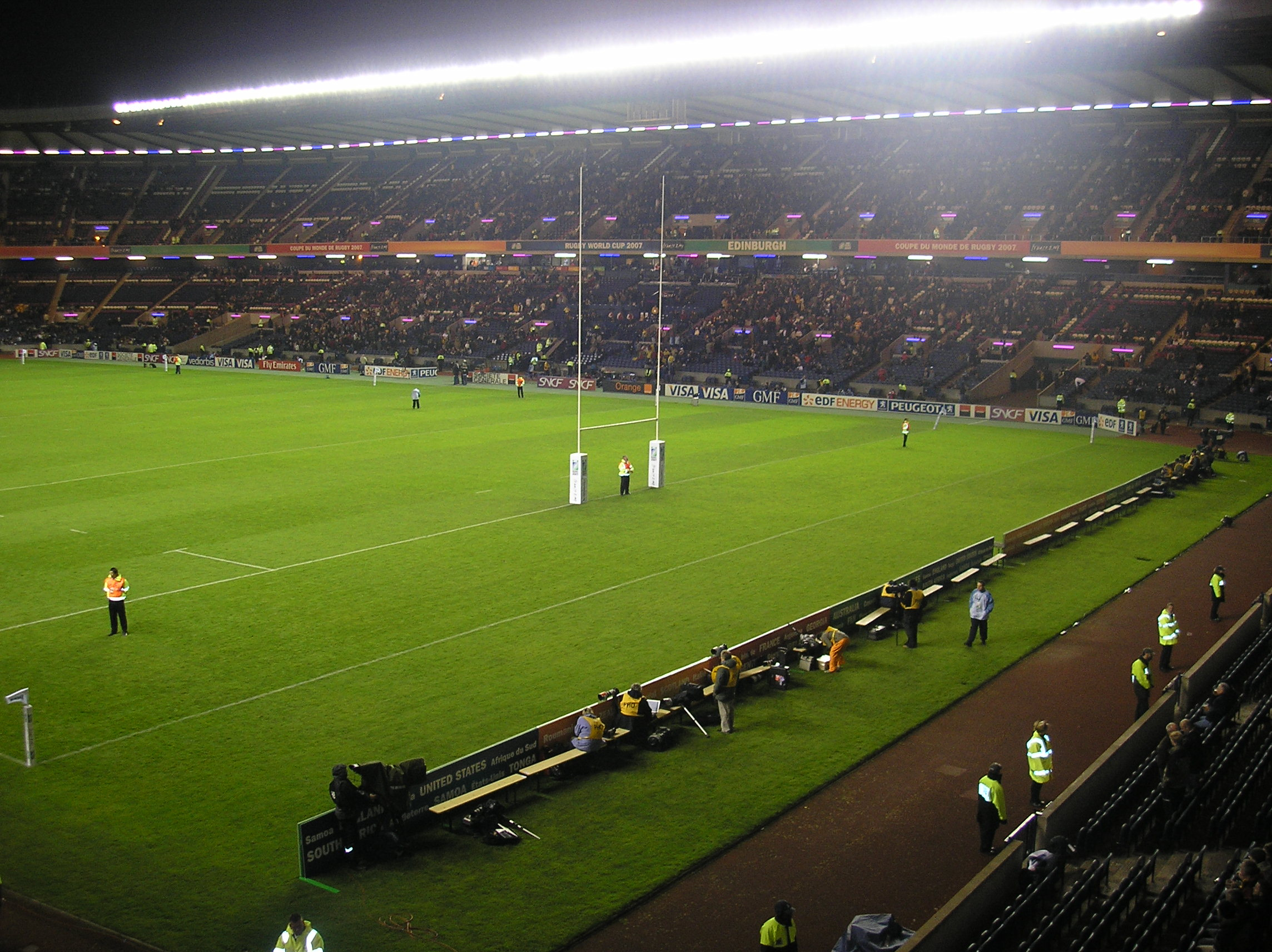
Murrayfield

## Palmarès
| Année     | Stade                          | Cup              | Cup     | Cup              | Plate            | Bowl           | Shield         |
| Année     | Stade                          | Vainqueur        | Score   | Finaliste        | Vainqueur        | Vainqueur      | Vainqueur      |
| --------- | ------------------------------ | ---------------- | ------- | ---------------- | ---------------- | -------------- | -------------- |
| 2006-2007 | Murrayfield Stadium, Édimbourg | Nouvelle-Zélande | 34 – 5  | Samoa            | Fidji            | Angleterre     | France         |
| 2007-2008 | Murrayfield Stadium, Édimbourg | Nouvelle-Zélande | 24 – 14 | Angleterre       | Afrique du Sud   | Australie      | Portugal       |
| 2008-2009 | Murrayfield Stadium, Édimbourg | Fidji            | 20 – 19 | Afrique du Sud   | Nouvelle-Zélande | Angleterre     | États-Unis     |
| 2009-2010 | Murrayfield Stadium, Édimbourg | Samoa            | 41 – 14 | Nouvelle-Zélande | Écosse           | Pays de Galles | Russie         |
| 2010-2011 | Murrayfield Stadium, Édimbourg | Afrique du Sud   | 36 – 35 | Australie        | Fidji            | Kenya          | Canada         |
| 2011-2012 | Scotstoun Stadium, Glasgow     | Nouvelle-Zélande | 29 – 14 | Angleterre       | Samoa            | Russie         | Kenya          |
| 2012-2013 | Scotstoun Stadium, Glasgow     | Afrique du Sud   | 28 – 21 | Nouvelle-Zélande | États-Unis       | Australie      | France         |
| 2013-2014 | Scotstoun Stadium, Glasgow     | Nouvelle-Zélande | 54 – 7  | Canada           | Angleterre       | France         | Pays de Galles |
| 2014-2015 | Scotstoun Stadium, Glasgow     | Fidji            | 24 – 17 | Nouvelle-Zélande | Afrique du Sud   | Pays de Galles | Samoa          |